# Ebusco 3.0
De Ebusco 3.0 is een elektrische lagevloer-autobus van de Nederlandse busfabrikant Ebusco. De bussen zijn 33% lichter dan de voorganger Ebusco 2.2 en kunnen op een batterijlading maximaal 500 kilometer rijden. De Ebusco 3.0 is de eerste bus van Ebusco die volledig in Nederland gebouwd zal worden. De constructie van deze bus is gebaseerd op de vliegtuigbouw. Tijdens beurzen en tentoonstellingen wordt een niet rijvaardig studiemodel van het type getoond.
Als eerste in de industrie lanceerde op 10 oktober 2019 in Deurne gevestigde bedrijf een elektrische bus met een carrosserie van composiet, een met vezels versterkte kunststof. "Een bus met een gewicht van 8.500 kg in plaats van 13.000 kg. Met een bereik dat is vergroot van 400 tot 500 kilometer. En met een levensduur van twintig jaar," zei directeur Peter Bijvelds over een aantal pluspunten van de Ebusco 3.0.

## Inzet
De eerste twee bussen zullen in de eerste helft van 2021 in München gaan rijden. Halverwege 2021 zullen de bussen in serieproductie gaan.
| Bedrijf                       | Type              | Aantal | Series    | Bouwjaar | Inzet               | Opmerkingen                                                               | Afbeelding |
| België                        | België            | België | België    | België   | België              | België                                                                    | België     |
| ----------------------------- | ----------------- | ------ | --------- | -------- | ------------------- | ------------------------------------------------------------------------- | ---------- |
| De Decker-Van Riet            | 3.0               | n.n.b. | n.n.b.    | 202x     |                     | Nog niet in dienst                                                        |            |
| Duitsland                     |                   |        |           |          |                     |                                                                           |            |
| Münchner Verkehrsgesellschaft | 3.0               | 2      | 4031-4032 | 2021     | München             | Prototype                                                                 |            |
| NIAG                          | 3.0               | 12     | n.n.b.    | 2023     | Nederrijn           | 12-meter bussen; eerste bestelling                                        |            |
| NIAG                          | 3.0               | 19     | n.n.b.    | 2024     | Nederrijn           | 12-meter bussen; tweede bestelling                                        |            |
| NIAG                          | 3.0               | 12     | n.n.b.    | 2024     | Nederrijn           | 18-meter bussen; tweede bestelling                                        |            |
| Nederland                     |                   |        |           |          |                     |                                                                           |            |
| EBS                           | 3.0 LE (12 meter) | 31     | 2501-2531 | 2025     | IJssel-Vecht        | Waren oorspronkelijk voor Qbuzz bedoeld.                                  |            |
| Transdev Nederland            | 3.0 LE (12 meter) | 39     | 2183-2221 | 2022     | Gooi en Vechtstreek | 2191-2197 hebben de Transdev-huisstijl, de rest heeft de R-net huisstijl. |            |